# Hypodoxa assidens
Hypodoxa assidens là một loài bướm đêm trong họ Geometridae.